# 那須野絢子
那須野 絢子（なすの あやこは、日本の文学者（幻想文学）。学位は修士（比較文化）（静岡県立大学・2012年）。常葉大学の外国語学部の講師。
焼津小泉八雲記念館の学芸員などを歴任した。

## 概要
幻想文学を専攻する文学者である。比較文化、19世紀イギリス幻想文学、ラフカディオ・ハーンの研究に従事した。焼津小泉八雲記念館に勤務したのち、常葉大学で教鞭を執った。

## 来歴

### 生い立ち
静岡県焼津市で育った。上京し、同名の学校法人により設置・運営される早稲田大学に進学し、文学部にて学んだ。在学中は、イギリスの幻想文学について学び、小泉八雲の作品を読むようになる。2005年（平成17年）3月、早稲田大学を卒業する。それに伴い、学士（文学）の学位を取得した。研究職に就こうか迷ったものの、卒業後は旅行会社に勤務することになった。

### 学芸員として
故郷である焼津市に焼津小泉八雲記念館が建てられることになり、学芸員を募集していたことから応募した。2007年（平成19年）に焼津小泉八雲記念館が開館すると、それと同時に学芸員として勤務することになった。2007年（平成19年）4月から2021年（令和3年）3月まで常勤の学芸員として勤務しており、八雲の資料の調査、保存、整理に取り組むとともに、展示会の開催を手掛けている。また、それと並行して、県と同名の公立大学法人が設置・運営する静岡県立大学の大学院に進学し、国際関係学研究科にて学んだ。2012年（平成24年）3月、静岡県立大学の大学院における修士課程を修了した。それに伴い、修士（比較文化）の学位を取得した。また、他の教育・研究機関においても役職を兼任していた。2016年（平成28年）3月から2020年（令和2年）3月にかけては、同名の学校法人により設置・運営される日本大学にて、国際関係学部の講師を非常勤で兼任した。国際関係学部においては、主として英語やイギリス文学の原典講読といった講義を担当した。2020年（令和2年）には、静岡県立大学より地域みらいづくりフェローの認定証が授与された。

### 文学者として
その後、同名の学校法人により設置・運営される常葉大学に採用され、外国語学部の助教に就任した。外国語学部においては、主として英米語学科の講義を担当した。また、他の教育・研究機関においても役職を兼任していた。母校である静岡県立大学の大学院では、国際関係学研究科に設置された附属広域ヨーロッパ研究センターの客員研究員を兼任していた。なお、古巣である焼津小泉八雲記念館においては、2021年（令和3年）4月より非常勤で学芸員を兼任していた。 

## 専門
専門は文学であり、特に19世紀のイギリスにおける幻想文学の研究に取り組んでいた。また、小泉八雲についても研究しており、八雲の作品に対する他の文化人の影響などについて研究していた。出身地である焼津市には、かつて八雲が居住していたことから、小学校では八雲について習ったという。ただ、その頃は八雲の作品の中でも「耳無芳一の話」や「雪女」に触れたくらいであり、八雲の作品の研究に本格的に取り組んだのは大学生になってからである。

## 略歴
- 2005年[4] - 早稲田大学文学部卒業。
- 2007年 - 焼津小泉八雲記念館学芸員[2]。
- 2012年[4] - 静岡県立大学大学院国際関係学研究科修士課程修了。
- 2016年 - 日本大学国際関係学部講師[4]。
- 2020年 - 静岡県立大学地域みらいづくりフェロー[5]。

## 著作

### 主要な論文
- 那須野絢子稿「『安芸之介の夢』と『不思議の国のアリス』――ラフカディオ・ハーンにみるルイス・キャロルの影響」『八雲』27号、小泉八雲顕彰会、2015年、27-34頁。ISSN 21862915
- 那須野絢子稿「『漂流』裏の未紹介草稿」『八雲』27号、小泉八雲顕彰会、2015年、103-104頁。ISSN 21862915
- 那須野絢子稿「ハーンのイギリス時代――追想と再考」『八雲』28号、小泉八雲顕彰会、2016年、31-42頁。ISSN 21862915
- 那須野絢子稿「『漂流』裏未紹介草稿(2)」『八雲』28号、小泉八雲顕彰会、2016年、92-95頁。ISSN 21862915
- 那須野絢子稿「焼津の海がハーンに与えた〈カタルシス〉」『八雲』29号、小泉八雲顕彰会、2017年、25-32頁。ISSN 21862915
- 那須野絢子稿「ラフカディオ・ハーンのイギリス時代再考――イギリス時代の記憶をハーン文学に辿る」『国際関係研究』38巻1号、日本大学国際関係学部国際関係研究所、2017年10月、25-34頁。ISSN 13457861
- 那須野絢子稿「ラフカディオ・ハーンとエミール・オルリック」『八雲』30号、小泉八雲顕彰会、2018年、50-55頁。ISSN 21862915
- 那須野絢子稿「ハーン文学における音と音楽の変容」『八雲』31号、小泉八雲顕彰会、2019年、53-57頁。ISSN 21862915
- 那須野絢子稿「ラフカディオ・ハーンと柳宗悦――共感と共生の異文化理解」『国際関係研究』39巻2号、日本大学国際関係学部国際関係研究所、2019年2月、57-64頁。ISSN 13457861
- 那須野絢子稿「ハーン文学におけるルイス・キャロルの影響」『国際関係研究』40巻2号、日本大学国際関係学部国際関係研究所、2020年2月、37-44頁。ISSN 13457861

### 翻訳
- ダミアン・フラナガン稿、那須野絢子翻訳「静岡――作家たちの隠れ家――The Japan Times Sep.25, 2016から」『八雲』29号、小泉八雲顕彰会、2017年、57-60頁。ISSN 21862915

## 関連人物
- エミール・オルリック
- ルイス・キャロル
- 小泉八雲
- 柳宗悦